# Edward Temple Gurdon
Edward Temple Gurdon (ur. 25 stycznia 1854 w Barnham Broom, zm. 12 czerwca 1929 w Londynie) – angielski rugbysta, reprezentant kraju, sędzia i działacz sportowy, prawnik.
Uczęszczał do Trinity College wchodzącego w skład Uniwersytetu Cambridge. Podczas nauki trzykrotnie, w latach 1874–1876 zagrał w barwach uniwersyteckiego zespołu rugby w Varsity Match przeciwko drużynie z Oxford, w meczu w 1873 roku nie uczestniczył zaś z powodu problemów z transportem kolejowym. W trakcie kariery sportowej reprezentował również klub Richmond F.C., którego kapitanem był w latach 1879–1888.
W latach 1878–1886 rozegrał szesnaście spotkań dla angielskiej reprezentacji, również jako kapitan, zdobywając jedno przyłożenie, które wówczas nie miało jednak wartości punktowej.
Sędziował po jednym spotkaniu w edycjach 1898 i 1899. Pełnił rolę prezesa Middlesex Rugby oraz Rugby Football Union. Pracował w Public Record Office, a następnie jako prawnik.
Jego dwaj młodsi bracia również studiowali na Cambridge University – Charles był następnie reprezentantem Anglii w rugby, a Francis biskupem Hull.